# Zoé (álbum)
Zoé es el primer álbum de estudio debut homónimo de la banda de rock alternativo Zoé, lanzado el 23 de octubre del 2001 por Sony Music.

## Información
El álbum fue lanzado por Sony Music, llegando a las tiendas de discos de México en octubre de 2001, del cual se extraen éxitos como «Asteroide», «Miel», «Deja te conecto», entre otros, temas que le permitieron el reconocimiendo a la banda, y logrando grabar el tema «Soñé» para la película Amarte duele, y más tarde el tema «I Want Your Sex» para la película Ladie's Night. El álbum fue grabado entre abril del 2000 y febrero del 2001 en los estudios Submarino del Aire (Eduardo del Águila) y Audiomatix (Uriel Esquenazi) en la Ciudad de México, y Estudios MRC (Fernando Martínez), Cuernavaca, Morelos. Fue mezclado por Phil Vinall en los Blue Stone Studios, Londres, Inglaterra.

## Lista de canciones
| N.º | Título            | Duración |  |
| 1.  | «Asteroide»       | 3:11     |  |
| 2.  | «Deja Te Conecto» | 5:29     |  |
| 3.  | «Miel»            | 5:17     |  |
| 4.  | «Electricidad»    | 4:33     |  |
| 5.  | «Razor Blade»     | 2:55     |  |
| 6.  | «Beat Breaker»    | 5:31     |  |
| 7.  | «Universo»        | 4:00     |  |
| 8.  | «Conspirador»     | 4:39     |  |
| 9.  | «Microscopio»     | 4:13     |  |
| 10. | «Infinito»        | 4:32     |  |
| 11. | «Random Time»     | 7:30     |  |
| 12. | «Tarántula»       | 5:33     |  |
| 13. | «Haze Girl»       | 4:13     |  |

## Sencillos
- «Deja te Conecto» (2001)
- «Asteroide» (2002)
- «Miel» (2002)

## Integrantes
- Alberto Cabrera - Batería
- Ángel Mosqueda - Bajo
- Jesús Báez - Teclados y coros
- Sergio Acosta - Guitarra líder, micro-rhodes en "Miel" y juno en "Deja te conecto"
- León Larregui - Voz, guitarras acústicas y eléctricas